# C'est la vie ! (série télévisée)
Pour les articles homonymes, voir C'est la vie.
C'est la vie ! est une série télévisée sénégalaise créée en 2015 par Marguerite Abouet. Elle est diffusée sur les chaînes A+, TV5 Monde, ainsi que sur YouTube, Instagram et Facebook. 
Considérée comme de l'edutainment, la série a un objectif d'éducation à la santé. Elle aborde des questions liées à la santé, la sexualité et aux droits des femmes : avortement, polygamie, viol, violences conjugales, excision, mariage précoce, mais aussi la corruption.

## Synopsis
La série suit le quotidien d'un centre de santé à Ratanga, un quartier populaire imaginaire de Dakar. A la maternité, Korsa, une sage-femme qui vit une situation difficile dans son couple polygame, mène la vie dure à sa nouvelle collègue Assitan.
On rencontre aussi Émadé, mariée à 16 ans, déscolarisée et malmenée par sa belle-mère, et Magar qui a été contrainte d’épouser son violeur et se retrouve dans une situation de violences conjugales.

## Distribution
- Fatou Jupiter Touré : Assitan
- Awa Djiga Kané : Korsa
- Abdoulaye Diakhate : Moulaye
- Christiane Dumont : Magar
- Ndiaye Ciré Ba : Emadé
- Sogui Diouf : Jean-Paul
- Mouhamed Keita : Julien
- Bigué Ndoye : Rokoba
- Christiane Goudiabi : Ramatou
- Ndiaga Mbow : Talla
- Joséphine Zambo : Yaye
- Adja Fatou Diallo : Aïcha (saison 1)
- Assi Dieng Ba : Badiène
- Cheick Babou Gaye : Touli
- El Jadj Malick Seck : Job
- Ndeye Sénéba Seck : Rachel
- Seyni Diop : Tapo (saison 2)
- Isabella Maya : Lieutenant N’Guessan (saison 2)
- Soro Solo : Voix off, Fargas

## Production

### Développement
Le producteur Alexandre Rideau dit s'être inspiré des telenovelas, genre télévisé populaire au Sénégal, pour créer un programme qui a pour objectif d'éduquer en divertissant, "pour agir sur les violences de genre et la mortalité infantile". De 2011 à 2015, il a réuni des partenaires financiers : principalement le fonds français Muskoka en faveur de la santé des femmes, des enfants, et de la promotion des droits sexuels et reproductifs, mais aussi l'ambassade de France au Sénégal, l’Organisation internationale de la francophonie (OIF). L'ONG RAES (Réseau africain pour l'éducation, la santé et la citoyenneté), dont il était président de 2005 à 2015, est coproductrice de la série.
Alexandre Rideau fait appel à Charli Beléteau, réalisateur entre autres, de la première saison de Plus belle la vie, et à l'auteure de bandes dessinées Marguerite Abouet. Cette dernière raconte avoir d'abord refusé, par peur d'infantiliser son public, mais finit par accepter pour relever le défi d'associer un divertissement à une lutte contre les grossesses précoces, l'excision et les violences faites aux femmes dans leur ensemble. Les deux co-auteurs travaillent ensuite avec des scénaristes africains.

### Tournage
La série est tournée dans la commune d'arrondissement de Yoff, à Dakar, pour servir de décor au quartier fictif de Ratanga. Un ancien centre culturel à l'abandon a été transformé pour devenir le lieu de tournage du centre de santé.
De véritables soignants assistent à certaines scènes pour les rendre plus crédibles.
Pour la deuxième saison, tournée pendant l'été 2016, la créatrice Marguerite Abouet a souhaité ajouter de nouveaux lieux : un club de foot, une bibliothèque, un maquis.

### Diffusion
Principalement diffusée par TV5 Monde et A+, la série est suivie entre autres au Sénégal, au Cameroun, en Côte d'Ivoire, au Burkina Faso, en Mauritanie... Elle est mise à disposition des chaînes gratuitement et est également disponible sur YouTube. 
Depuis 2020, des épisodes doublés en haoussa, malinke, wolof, peul et anglais sont disponibles sur YouTube.

### Fiche technique
- Titre :  C'est la vie !
- Création : Charli Beleteau et Marguerite Abouet
- Réalisation : Moussa Sène Absa, Fabacary Assymby Coly, Lucrèce d'Almeida
- Scénario : Charli Beleteau et Marguerite Abouet
- Direction artistique :
- Décors : Moustapha Picasso
- Costumes : Khadidiatou Sow et Khady Niang
- Photographie : Nasr Djepa
- Son : Alioune Mbow
- Montage : Joël Jacovella, Marie-Blanche Colonna, Adama Seydi, Lamana Seck
- Musique : Daara J
- Production : Alexandre Rideau et Bassirou Ndiaye
- Sociétés de production : RAES
- Sociétés de distribution : TV5 Monde, A+
- Pays d'origine : Sénégal
- Langue originale : Français
- Genre : Sitcom éducative
- Nombre de saisons : 3
- Nombre d'épisodes : 90
- Durée : 25 minutes
- Date de première diffusion : 2015

## Épisodes

### Saison 1
1. La nouvelle
2. Pour une cuisse de poulet
3. Trop c'est trop
4. Pour un bouquet de fleur
5. Révélations
6. Première fois
7. A qui la faute
8. Prise de conscience
9. Evasions
10. Les amoureux de Ratanga
11. Faux-semblants
12. Coup monté
13. Convictions
14. Des militants à Ratanga
15. L'intrigante
16. Stratagèmes
17. Ennemie jurée
18. Intimidation
19. Révoltes
20. Retour forcé
21. Trompeuses apparences
22. Seules contre tous
23. Un enfant à tout prix
24. Délivrance
25. Vengeances
26. Nouveau départ

### Saison 2
1. Cas suspect
2. Quarantaine
3. Panique à Ratanga
4. Eléments perturbateurs
5. Le prix à payer
6. Violence intime
7. Saison sèche
8. Des rapprochements
9. Afleur de peau
10. Une liberté amère
11. Moments d'incertitude
12. Double jeu
13. Force de persuasion
14. Coup de main
15. Des parents retrouvés
16. Décisions
17. Retour aux affaires
18. Appel à l'aide
19. Désiré
20. Envers et contre tout
21. La première fois
22. Il suffit d'une fois
23. Ruptures
24. Le procès de Caro
25. Rififi au village
26. Yaakaar
27. Des comptes à rendre
28. Pour Caro
29. Le prix de la liberté
30. Maman Lumière
31. Pour ma fille
32. Née à nouveau
33. Disparitions
34. Porte de sortie
35. Un coup de trop
36. L'apocalypse

### Saison 3
1. Sur de nouvelles bases
2. De bonnes habitudes
3. Prévention
4. Persévérance et pardon
5. Pour la bonne cause
6. Raison et sentiment
7. Le revers de la médaille
8. Un canapé pour deux
9. L'innocence volée
10. Bonnes résolutions
11. La fin de l'année
12. Faire face
13. La maladie d'amour
14. Heureux événement
15. Pour un enfant
16. Amour et complications
17. Au nom de l'amour
18. Seconde chance
19. Une nouvelle vie
20. Prise de conscience
21. L'exil
22. Lourdes conséquences
23. Contre vents et marées
24. Soupçons
25. Du rififi à l'hôpital
26. Belles récompenses
27. L'importance du doute
28. L'union fait la force
29. L'amour à rude épreuve
30. Baby boom

## Autour de la série

### Fiction radiophonique
Les deux premières saisons ont été adaptées en une fiction radiophonique scénarisée par Massamba Gueye et Mariannick Bellot et réalisée par Tidiane Thiang. 
Ce feuilleton radiophonique comprend 31 épisodes de 20 minutes et a été diffusé sur l'antenne Afrique de Radio France Internationale entre le 1er juillet et le 12 août 2019.